# Die letzte Nacht (1927)
Die letzte Nacht ist ein deutsch-britischer Stummfilm aus dem Jahre 1927 von Graham Cutts mit Harry Liedtke, Lily Damita und Paul Richter in den Hauptrollen. Der Film basiert auf dem Theaterstück The Queen Was in the Parlour von Noel Coward.

## Handlung
In einem Phantasie-Königreich. Dort residiert Nadya, Prinzessin von Kraya, die von ihrem Gatten Prinz Alex brutal behandelt wird. Als er eines Tages unter rätselhaften Umständen stirbt, nutzt Nadya, die nunmehr zur Thronerbin geworden ist, die Gunst der Stunde und flieht aus dem Land. Nadya geht nach Paris, wo sie den Schriftsteller Sabien Pascal kennen- und bald auch lieben lernt. Als der in ihrer Abwesenheit zum König bestimmte Monarch einem Mordanschlag zum Opfer fällt, wird Nadya aus ihrem stillen Glück herausgerissen und nach Kraya zurückbeordert, um dort als neue Königin die Staatsgeschäfte zu übernehmen.
Man erwartet von ihr, dass sie einen ihr fremden Mann, den Prinzen Keri, ehelicht. Bald gerät auch Nadya in ein Mordkomplott, in deren Mittelpunkt diesmal sie selbst steht. Doch Sabien ist seiner Geliebten nach Kraya nachgereist und rettet sie vor dem geplanten Anschlag. Ehe die Königin in spe am folgenden Tag der Staatsräson nachgeben und den ihr zugedachten Prinzen ehelichen muss, will Nadya ihrem Schriftsteller die titelgebende letzte Nacht in Freiheit schenken. Sabien kann mit diesem Verlust nicht leben und nimmt sich daraufhin selbiges. Nadya findet Gefallen an ihrem zukünftigen Gatten Prinz Keri und nimmt sich fest vor, an seiner Seite und zum Wohle ihrer Heimat glücklich zu werden.

## Produktionsnotizen
Die letzte Nacht entstand im Januar und Februar 1927 in den UFA-Filmstudios. Der Film passierte die Zensur am 20. Juni 1927 und wurde am 18. August desselben Jahres in Berlins Mozartsaal uraufgeführt. Der mit Jugendverbot belegte Siebenakter besaß eine Länge von 2383 Metern. In Wien lief der Film am 20. Mai 1928 unter dem Titel Hochzeitsnacht an.
Produzent Hermann Fellner übernahm auch die Produktionsleitung, O. F. Werndorff gestaltete die Filmbauten.

## Kritiken
Die Österreichische Film-Zeitung befand: „Lily Damita ist zuerst die Thronerbin und dann die Königin. Sie hat vielleicht nicht die ganz große königliche Linie, aber wo sie charmant sein kann, wirkt sie durch ihr natürliches Temperament entzückend.“
Das Prager Tagblatt annoncierte kurz und bündig: „Ein ausgezeichnetes Spiel, glänzende Ausstattung, lebhafte Handlung zeichnen diesen Elitefilm aus.“